# Igor Budan
Igor Budan, född 22 april 1980 i Rijeka, Jugoslavien (nuvarande Kroatien), är en kroatisk före detta fotbollsspelare som senast spelade för den italienska klubben US Città di Palermo och Kroatiens landslag.